# إديث بارني
إديث بارني (بالإنجليزية: Edith Barney)‏ هي لاعب كرة قاعدة أمريكية، ولدت في 3 فبراير 1923 في بريدجبورت في الولايات المتحدة، وتوفيت في 23 مارس 2010 في نورث بورت في الولايات المتحدة.